# Acid1
Acid1 — тест на соответствие браузеров современным на момент выхода веб-стандартам (в основном CSS-1). Сам тест представляет собой страницу в интернете, созданную в октябре 1998 года Тоддом Фахнером (Todd Fahrner). Некоторые тесты браузеров проверяли только соответствие одному какому-либо стандарту, а Acid1 был полноценной системой проверки работоспособности браузера в среде интернет.
Название происходит от кислотной пробы — простой проверки, является ли образец металла золотом. Золото не должно растворяться в кислоте и должно — в царской водке.

## История
Acid1 одновременно проверял множество функций браузера на одной странице, и все основные браузеры его проходили. Тест создал Тодд Фахнер, которого часто обвиняли в отсутствии желания создавать жёсткие тесты на совместимость браузеров. Посмотрев на тесты, созданные Бредненом МакДениелом (Braden McDaniel), и которые используют ссылки renderings для уточнения результатов, Фахнер разработал комплексный тест, в основе которого была необычная графика. В 1999 году тест был включён в пакет испытаний на соответствие браузеров CSS1. В тесте Acid1 упоминается поэма Т. С. Элиота «The Hollow Men» в качестве пасхального яйца.
Если в Internet Explorer 5 под управлением операционной системы Mac OS в адресной строке ввести «about:tasman», то будет выведена страница, содержащая Acid1, в котором стандартный текст заменен на имена разработчиков браузера.